# Pseudeuchromia
Pseudeuchromia är ett släkte av fjärilar. Pseudeuchromia ingår i familjen mätare.
Kladogram enligt Catalogue of Life:
| Pseudeuchromia | \| \| Pseudeuchromia adaucta \| \| \| \| \| \| Pseudeuchromia ampliflava \| \| \| \| \| \| Pseudeuchromia catachroma \| \| \| \| \| \| Pseudeuchromia chrysaugina \| \| \| \| \| \| Pseudeuchromia curzola \| \| \| \| \| \| Pseudeuchromia maculifera \| \| \| \| \| \| Pseudeuchromia praecontinua \| \| \| \| |
|                | \| \| Pseudeuchromia adaucta \| \| \| \| \| \| Pseudeuchromia ampliflava \| \| \| \| \| \| Pseudeuchromia catachroma \| \| \| \| \| \| Pseudeuchromia chrysaugina \| \| \| \| \| \| Pseudeuchromia curzola \| \| \| \| \| \| Pseudeuchromia maculifera \| \| \| \| \| \| Pseudeuchromia praecontinua \| \| \| \| |
|                | Pseudeuchromia adaucta |
|                | |
|                | Pseudeuchromia ampliflava |
|                | |
|                | Pseudeuchromia catachroma |
|                | |
|                | Pseudeuchromia chrysaugina |
|                | |
|                | Pseudeuchromia curzola |
|                | |
|                | Pseudeuchromia maculifera |
|                | |
|                | Pseudeuchromia praecontinua |
|                | |